# Calvin Natt
Calvin Leon Natt (Monroe, 8 gennaio 1957) è un ex cestista statunitense, professionista nella NBA.
È il fratello di Kenny Natt.

## Carriera
È stato selezionato dai New Jersey Nets al primo giro del Draft NBA 1979 (8ª scelta assoluta).
Con gli Stati Uniti ha disputato le Universiadi di Sofia 1977.

## Statistiche

### NBA

#### Regular Season
| Anno      | Squadra             | PG  | PT  | MP   | TC%  | 3P%  | TL%  | RP  | AP  | PRP | SP  | PP   |
| --------- | ------------------- | --- | --- | ---- | ---- | ---- | ---- | --- | --- | --- | --- | ---- |
| 1979-1980 | N.J. Nets           | 53  | -   | 38,6 | 47,9 | 20,0 | 71,1 | 9,7 | 2,1 | 1,5 | 0,4 | 19,7 |
| 1979-1980 | Portland T. Blazers | 25  | -   | 32,4 | 48,0 | 50,0 | 77,0 | 7,1 | 2,3 | 1,0 | 0,5 | 20,4 |
| 1980-1981 | Portland T. Blazers | 74  | -   | 28,5 | 49,7 | 50,0 | 70,7 | 5,8 | 2,1 | 1,0 | 0,2 | 13,4 |
| 1981-1982 | Portland T. Blazers | 75  | 71  | 34,7 | 57,6 | 25,0 | 75,0 | 8,2 | 2,0 | 0,8 | 0,5 | 17,7 |
| 1982-1983 | Portland T. Blazers | 80  | 80  | 36,0 | 54,3 | 15,0 | 79,2 | 7,5 | 2,1 | 0,8 | 0,4 | 20,4 |
| 1983-1984 | Portland T. Blazers | 79  | 74  | 33,4 | 58,3 | 11,8 | 79,7 | 6,0 | 2,3 | 0,9 | 0,3 | 16,2 |
| 1984-1985 | Denver Nuggets      | 78  | 76  | 34,1 | 54,6 | 0,0  | 79,3 | 7,8 | 3,1 | 1,0 | 0,4 | 23,3 |
| 1985-1986 | Denver Nuggets      | 69  | 62  | 29,1 | 50,4 | 33,3 | 80,1 | 6,3 | 2,4 | 0,8 | 0,2 | 17,7 |
| 1986-1987 | Denver Nuggets      | 1   | 1   | 20,0 | 40,0 | -    | 100  | 5,0 | 2,0 | 1,0 | 0,0 | 10,0 |
| 1987-1988 | Denver Nuggets      | 27  | 7   | 19,7 | 49,0 | 0,0  | 74,0 | 3,6 | 1,7 | 0,5 | 0,1 | 9,6  |
| 1988-1989 | Denver Nuggets      | 14  | 0   | 12,0 | 44,0 | 0,0  | 71,0 | 3,3 | 0,5 | 0,4 | 0,1 | 4,7  |
| 1988-1989 | San Antonio Spurs   | 10  | 0   | 18,5 | 37,9 | -    | 72,9 | 3,2 | 1,1 | 0,2 | 0,2 | 8,5  |
| 1989-1990 | Indiana Pacers      | 14  | 0   | 11,7 | 64,5 | -    | 77,3 | 2,5 | 0,6 | 0,1 | 0,0 | 4,1  |
| Carriera  | Carriera            | 599 | 371 | 31,4 | 52,8 | 21,9 | 76,8 | 6,8 | 2,2 | 0,9 | 0,3 | 17,2 |

#### Playoffs
| Anno     | Squadra             | PG | PT | MP   | TC%  | 3P%  | TL%  | RP  | AP  | PRP | SP  | PP   |
| -------- | ------------------- | -- | -- | ---- | ---- | ---- | ---- | --- | --- | --- | --- | ---- |
| 1980     | Portland T. Blazers | 3  | -  | 41,7 | 43,8 | 0,0  | 60,0 | 8,0 | 0,7 | 0,7 | 0,3 | 16,0 |
| 1981     | Portland T. Blazers | 3  | -  | 31,7 | 45,2 | -    | 50,0 | 6,7 | 0,3 | 0,3 | 0,3 | 10,7 |
| 1983     | Portland T. Blazers | 7  | -  | 39,1 | 49,0 | 50,0 | 64,6 | 9,1 | 1,6 | 1,1 | 0,1 | 18,9 |
| 1984     | Portland T. Blazers | 5  | -  | 39,0 | 51,4 | 0,0  | 69,4 | 7,6 | 1,8 | 1,2 | 0,2 | 19,8 |
| 1985     | Denver Nuggets      | 15 | 15 | 33,9 | 55,0 | -    | 80,9 | 6,6 | 3,8 | 0,5 | 0,3 | 22,3 |
| 1986     | Denver Nuggets      | 10 | 6  | 29,3 | 46,5 | 50,0 | 78,0 | 7,9 | 2,8 | 0,2 | 0,3 | 17,9 |
| 1990     | Indiana Pacers      | 2  | 0  | 7,0  | 33,3 | -    | -    | 1,0 | 0,5 | 0,0 | 0,0 | 1,0  |
| Carriera | Carriera            | 45 | 21 | 33,4 | 50,3 | 22,2 | 73,6 | 7,2 | 2,4 | 0,6 | 0,3 | 18,4 |

## Palmarès
- NCAA AP All-America Second Team (1979)
- NBA All-Rookie First Team (1980)
- NBA All-Star Game: 1

1985